# Anders Strand
Anders Strand, född  1684 i Södra Vi församling, Kalmar län, död 22 mars 1742 i Näsby församling, Östergötlands län, han var en svensk kyrkoherde i Näsby församling. 

## Biografi
Anders Strand föddes 1684 i Södra Vi socken. Han var son till kyrkoherden därstädes. Strand blev 1708 student vid Uppsala universitet och prästvigdes 7 april 1725. Han blev 1731 kyrkoherde i Näsby församling. Han avled 22 mars 1742 i Näsby socken.

### Familj
Strand var gift med en dotter till skeppsklarerare Frisk i Stockholm.